# Chrysochir aureus
Chrysochir aureus és una espècie de peix de la família dels esciènids i de l'ordre dels perciformes.

## Morfologia
- Els mascles poden assolir 30 cm de longitud total.[4][5]

## Alimentació
Menja crustacis petits.

## Hàbitat
És un peix de clima tropical i bentopelàgic.

## Distribució geogràfica
Es troba des del sud-est de l'Índia i Sri Lanka fins al sud de la Xina.

## Ús comercial
Es comercialitza fresc i en salaó.

## Observacions
És inofensiu per als humans.